# Circonscriptions écossaises de Westminster de 1950 à 1955
En vertu du Representation of the People Act 1948 et du House of Commons (Redistribution of Seats) Act 1949 de nouvelles limites de circonscription ont été définies et utilisées pour la première fois lors des Élections générales de 1950 à la Chambre des communes du Parlement du Royaume-Uni (Westminster).
En Écosse, où les frontières n'avaient pas été modifiées depuis 1918, la législation définissait 32 circonscriptions de burgh (BCs) et 39 circonscriptions de comté (CCs), chacune élisant un Membre du Parlement (MP) au scrutin uninominal à un tour. Par conséquent, l'Ecosse avait 71 sièges parlementaires.

Circonscriptions écossaises de Westminster, 1950–1955.

Chaque circonscription était entièrement à l'intérieur d'un comté ou d'un groupement de deux comtés, ou l'était si les villes Aberdeen, Dundee, Edinburgh et Glasgow sont considérées comme appartenant, respectivement, au comté d'Aberdeen, au comté d'Angus, au comté de Midlothian et au comté de Lanark.
Il y a eu des changements dans les limites de six circonscriptions écossaises pour les Élections générales de 1951 mais, tout au long de la période de 1950 à 1955, il n'y a eu aucun changement dans les groupements de comtés, le nombre total de circonscriptions et de MPs, ou les noms des circonscriptions.
Les frontières utilisées pendant la période de 1950 à 1955 représentaient un arrangement provisoire en attendant le résultat du premier examen périodique des Commissions de délimitation. Les résultats de l' examen ont été appliqués pour les Élections générales de 1955.
| Comté ou groupe de comtés                             | Circonscription ou circonscriptions   | Contenu de la circonscription |
| ----------------------------------------------------- | ------------------------------------- | --- |
| Aberdeen, inclus city d'Aberdeen                      | Aberdeen North BC                     | Gilcomston, Greyfriars, St Clement, St Machar, et Woodside wards de la city |
| Aberdeen, inclus city d'Aberdeen                      | Aberdeen South BC                     | Ferryhill, Holburn, Rosemount, Rubislaw, Ruthrieston, et Torry wards de la city |
| Aberdeen, inclus city d'Aberdeen                      | East Aberdeenshire CC                 | Districts des comtés de Deer, Ellon, Huntly, et Turriff Burghs de Ellon, Fraserburgh, Huntly, Peterhead, Rosehearty, et Turriff |
| Aberdeen, inclus city d'Aberdeen                      | West Aberdeenshire CC                 | Districts des comtés d'Aberdeen, Alford, Deeside, et Garioch Burghs de Ballater, Inverurie, Kintore, et Oldmeldrum |
| Angus, y compris la city de Dundee, et Kincardine     | Dundee East BC                        | Premier, quatrième, cinquième, dixième, onzième et douzième wards de la city |
| Angus, y compris la city de Dundee, et Kincardine     | Dundee West BC                        | Deuxième, troisième, sixième, septième, huitième et neuvième wards de la city |
| Angus, y compris la city de Dundee, et Kincardine     | North Angus and Mearns CC             | Comté de Kindardine Brechin et Montrose districts du comté d'Angus Burghs de Brechin et Montrose dans le comté d'Angus |
| Angus, y compris la city de Dundee, et Kincardine     | South Angus CC                        | Districts de Carnoustie, Forfar, Kirriemuir, et Monifieth du comté d'Angus Burghs de Carnoustie, Forfar, Kirriemuir, et Monifieth dans le comté d'Angus |
| Argyll                                                | Argyll CC                             | Comté d'Argyll Limite globale de 1918 à 1950 |
| Ayr and Bute                                          | Ayr CC                                | Partie du district d'Ayr Burghs de Ayr et Prestwick dans le comté d'Ayr |
| Ayr and Bute                                          | Bute and North Ayrshire CC            | Comté de Bute Salcoats district du comté d'Ayr Burghs de Ardrossan, Largs, et Saltcoats dans le comté d'Ayr |
| Ayr and Bute                                          | Central Ayrshire CC                   | Districts d'Irvine et de Kilwinning et une partie d'Ayr et une partie des districts de Kilmarnock du comté d'Ayr Burghs de Irvine, Kilwinning, Stewarton, et Troon dans le comté d'Ayr                                                                                                   |
| Ayr and Bute                                          | Kilmarnock CC                         | District de Newmilns et partie du district de Kilmarnock du comté d'Ayr Burghs de Darvel, Galston, Kilmarnock, et Newmilns and Greenholm dans le comté d'Ayr |
| Ayr and Bute                                          | South Ayrshire CC                     | Districts de Cumnock, Dalmellington, Girvan et Maybole du comté d'Ayr Burghs de Cumnock and Holmhead, Girvan, et Maybole dans le comté d'Ayr |
| Banff                                                 | Banffshire CC                         | Comté de Banff Limite globale de 1918 à 1950 |
| Berwick and East Lothian                              | Berwick and East Lothian CC           | Comtés de Berwick et East Lothian Limite globale comme Berwick and Haddington CC 1918 à 1950 |
| Caithness and Sutherland                              | Caithness and Sutherland CC           | Comtés de Caithness et Sutherland Limite globale de 1918 à 1950 |
| Dumfries                                              | Dumfriesshire CC                      | Comté de Dumfries Modification mineure des limites générales de 1918 à 1950 |
| Dunbarton                                             | East Dunbartonshire CC                | 1950: Districts de Cumbernauld, Kirkintilloch, et New Kilpatrick Burghs de Clydebank, Kirkintilloch, et Milngavie 1951: Description comme 1950 mais burgh de Clydebank modifié |
| Dunbarton                                             | West Dunbartonshire CC                | 1950: districts de Helensburgh, Old Kilpatrick et Vale of Leven Burghs de Cove and Kilcreggan, Dumbarton, et Helensburgh 1951: Description comme 1950 mais le district de Old Kilpatrick a été modifié                                                                                   |
| Fife                                                  | Dunfermline Burghs BC                 | Burghs de Cowdenbeath, Dunfermline, Inverkeithing, et Lochgelly |
| Fife                                                  | Kirkcaldy Burghs BC                   | 1950: Burghs de Buckhaven and Methil, Burntisland, Kinghorn, et Kirkcaldy 1951: Description comme 1950 mais burgh de Kirkcaldy modifié |
| Fife                                                  | East Fife CC                          | Districts d'Anstruther, Cupar et St Andrews et une partie du district de Wemyss Burghs de Auchtermuchty, Crail, Elie and Earlsferry, Falkland, Kilrenny, Anstruther Easter and Anstruther Wester, Ladybank, Leven, Newburgh, Newport, Pittenweem, St Andrews, St Monance, et Tayport     |
| Fife                                                  | West Fife CC                          | 1950: Districts de Dunfermline, Kirkcaldy et Lochgelly et une partie du district de Wemyss Burghs de Culross, Leslie, et Markinch 1951: Description comme 1950 mais district de Kirkcaldy modifié                                                                                        |
| Inverness and Ross and Cromarty                       | Inverness CC                          | Comté d'Inverness sauf les districts des Hébrides extérieures (Barra, Harris, North Uist, et South Uist) Limite globale de 1918 à 1950 |
| Inverness and Ross and Cromarty                       | Ross and Cromarty CC                  | Comté de Ross and Cromarty sauf le district des Hébrides extérieures (Lewis) et burgh (Stornoway) Limite globale de 1918 à 1950 |
| Inverness and Ross and Cromarty                       | Western Isles CC                      | Districts des Hébrides extérieures (Barra, Harris, North Uist, et South Uist) du comté d'Inverness District des Hébrides extérieures (Harris) du comté de Ross and Cromarty burgh des Hébrides extérieures de Stornoway dans le comté de Ross and Cromarty Limite globale de 1918 à 1950 |
| Kirkcudbright and Wigtown                             | Galloway                              | Comtés de Kirkcudbright et Wigtown Modification mineure des limites générales de 1918 à 1950 |
| Lanark, y compris la city de Glasgow                  | Coatbridge and Airdrie BC             | Burghs de Coatbridge et Airdrie |
| Lanark, y compris la city de Glasgow                  | Glasgow Bridgeton BC                  | Carlton and Dalmarnock wards de la city |
| Lanark, y compris la city de Glasgow                  | Glasgow Camlachie BC                  | Dennistoun and Provan wards et une partie du Mile-End ward de la city |
| Lanark, y compris la city de Glasgow                  | Glasgow Cathcart BC                   | Cathcart and Langside wards et une partie du Govanhill ward de la city |
| Lanark, y compris la city de Glasgow                  | Glasgow Central BC                    | Exchange and Townhead wards de la city |
| Lanark, y compris la city de Glasgow                  | Glasgow Gorbals BC                    | Gorbals and Hutchesontown wards et une partie du Govanhill ward de la city |
| Lanark, y compris la city de Glasgow                  | Glasgow Govan BC                      | Craigton and Fairfield wards et une partie du Govan ward de la city |
| Lanark, y compris la city de Glasgow                  | Glasgow Hillhead BC                   | Kelvinside and Partick West wards et une partie du Partick East ward de la city |
| Lanark, y compris la city de Glasgow                  | Glasgow Kelvingrove BC                | Anderston and Park wards de la city |
| Lanark, y compris la city de Glasgow                  | Glasgow Maryhill BC                   | Maryhill and Ruchill wards de la city |
| Lanark, y compris la city de Glasgow                  | Glasgow Pollok BC                     | Camphill, Pollokshaws, and Pollokshields wards de la city |
| Lanark, y compris la city de Glasgow                  | Glasgow Scotstoun BC                  | Knightswood, Whiteinch, and Yoker wards de la city |
| Lanark, y compris la city de Glasgow                  | Glasgow Shettleston BC                | Parkhead, and Shettleston and Tollcross wards et une partie du Mile-End ward de la city |
| Lanark, y compris la city de Glasgow                  | Glasgow Springburn BC                 | Cowcaddens, Cowlairs, and Springburn wards de la city |
| Lanark, y compris la city de Glasgow                  | Glasgow Tradeston BC                  | Kinning Park and Kingston wards et une partie du Govan ward de la city |
| Lanark, y compris la city de Glasgow                  | Glasgow Woodside BC                   | North Kelvin and Woodside wards et une partie du Partick East ward de la city |
| Lanark, y compris la city de Glasgow                  | Bothwell CC                           | Sixième district une partie du neuvième districts |
| Lanark, y compris la city de Glasgow                  | Hamilton CC                           | Une partie du quatrième et une partie du cinquième districts |
| Lanark, y compris la city de Glasgow                  | Lanark CC                             | Premier, deuxième et troisième districts et une partie du quatrième et une partie du cinquième districts Burghs de Biggar et Lanark |
| Lanark, y compris la city de Glasgow                  | Motherwell CC                         | Partie du septième district district Burgh de Motherwell et Wishaw, Lanarkshire |
| Lanark, y compris la city de Glasgow                  | North Lanarkshire CC                  | Une partie du septième et une partie du neuvième districts |
| Lanark, y compris la city de Glasgow                  | Rutherglen CC                         | Huitième district Burgh de Rutherglen |
| Midlothian, y compris la city d'Edinburgh, et Peebles | Edinburgh Central BC                  | George Square, Holyroood, et St Giles wards de la city |
| Midlothian, y compris la city d'Edinburgh, et Peebles | Edinburgh East BC                     | Craigentinny, Craigmillar, et Portobello wards de la city Burgh de Musselburgh |
| Midlothian, y compris la city d'Edinburgh, et Peebles | Edinburgh Leith BC                    | Central Leith, South Leith, et West Leith wards de la city |
| Midlothian, y compris la city d'Edinburgh, et Peebles | Edinburgh North BC                    | Broughton, Calton, et St Andrew's wards de la city |
| Midlothian, y compris la city d'Edinburgh, et Peebles | Edinburgh Pentlands BC                | Collinton, Gorgie-Dalry, Merchiston, et Sighthill wards de la city |
| Midlothian, y compris la city d'Edinburgh, et Peebles | Edinburgh South BC                    | Liberton, Morningside, et Newington wards de la city |
| Midlothian, y compris la city d'Edinburgh, et Peebles | Edinburgh West BC                     | Corstorphine, Murrayfield-Cramond, Pilton, et St Bernard's wards de la city |
| Midlothian, y compris la city d'Edinburgh, et Peebles | Midlothian and Peebles CC             | Comtés de Midlothian sauf la city d'Edinburgh et le burgh de Musselburgh et Peebles |
| Moray and Nairn                                       | Moray and Nairn CC                    | Comtés de Moray and Nairn Limite globale de 1918 à 1950 |
| Orkney and Shetland                                   | Orkney and Zetland CC                 | Comtés d'Orkney et des Shetland Limite globale de 1918 à 1950 |
| Perth and Kinross                                     | Kinross and West Perthshire CC        | Comté de Kinross Central, Highland et Western districts du comté de Perth Burghs de Aberfeldy, Auchterarder, Callander, Crieff, Doune, Dunblane, et Pitlochry dans le comté de Perth Limite globale de Kinross and Western Perthshire 1918 à 1950                                        |
| Perth and Kinross                                     | Perth and East Perthshire CC          | Eastern and Perth districts du comté de Perth Burghs de Abernethy, Alyth, Blairgowrie and Rattray, Coupar Angus, et Perth dans le comté de Perth Limite globale en tant que Perth de 1918 à 1950                                                                                         |
| Renfrew                                               | Greenock BC                           | Burgh de Greenock |
| Renfrew                                               | Paisley BC                            | Burgh de Paisley |
| Renfrew                                               | East Renfrewshire CC                  | 1950: Premier et deuxième districts Burghs de Barrhead et Renfrew 1951: Description comme 1950 mais deuxième district modifié |
| Renfrew                                               | West Renfrewshire CC                  | 1950: Troisième, quatrième et cinquième districts Burghs de Gourock et Johnstone 1951: Description comme 1950 mais burgh de Johnston modifié |
| Roxburgh and Selkirk                                  | Roxburgh and Selkirk CC               | Comtés de Roxburgh and Selkirk |
| Stirling and Clackmannan                              | Stirling and Falkirk Burghs           | Burghs de Falkirk, Grangemouth, et Stirling dans le comté de Stirling |
| Stirling and Clackmannan                              | Clackmannan and East Stirlingshire CC | Comté de Clackmannan Eastern Number One, Eastern Number Two, et Eastern Number districts du comté de Stirling |
| Stirling and Clackmannan                              | West Stirlingshire CC                 | Central Number One, Central Number Two, Western Number One, Western Number Two, and Western Number Three districts du comté de Stirling Burghs de Bridge of Allan, Denny and Dunipace, et Kilsyth dans le comté de Stirling                                                              |
| West Lothian                                          | West Lothian CC                       | Limite globale du comté de West Lothian sous le nom de Linlithgow 1918 à 1950 |